# Степановка (Магдалиновский район)
Степановка (укр. Степанівка) — село, Котовский сельский совет, Магдалиновский район, Днепропетровская область, Украина.
Население по переписи 2001 года составляло 211 человек.

## Географическое положение
Село Степановка находится на левом берегу реки Орель,
выше по течению на расстоянии в 2 км расположено село Колпаковка.
Рядом с селом проходит канал Днепр — Донбасс,
на противоположном берегу — село Котовка.
Река в этом месте извилистая, образует лиманы, старицы и заболоченные озёра.